# Exosporiella
Exosporiella is een monotypisch geslacht van schimmels in de onderstam Pezizomycotina. De typesoort is Exosporiella fungorum.